# Apsilochorema anosoana
Apsilochorema anosoana är en nattsländeart som beskrevs av Malicky 1978. Apsilochorema anosoana ingår i släktet Apsilochorema och familjen Hydrobiosidae. Inga underarter finns listade i Catalogue of Life.